# Karl May-filmek
A Karl May-filmek Karl May német író történetein alapuló művek. A filmek főszereplői, Old Shatterhand, Winnetou és Kara Ben Nemsi még napjainkban is népszerűek szerte a világon.
Néhány filmben Karl May történeteit dolgozzák fel, míg több esetben csak az író ismert regényszereplői köré írtak egy újabb történetet. Az 1920-as évek ilyen témájú némafilmjeiből nem maradt fellelhető példány.
Az 1960-as években leforgatott indián-filmek új kategóriát teremtettek, a többek között Martin Böttcher nevével jelzett indiántörténeteket összefoglalóan eurowesternnek nevezik. A kategória egy alkategóriája a kifejezettten Olaszországban vagy olasz forgatócsoporttal készített spagettiwestern. A német Martin Böttcher Winnetou-filmjeit a jugoszláviai Lika régióban forgatták.

## Mozifilmek
(a magyar cím a zárójelben található)
- Auf den Trümmern des Paradieses (-) (1920), rendező: Josef Stein (némafilm)
- Die Todeskarawane (-) (1920), rendező: Josef Stein (némafilm)
- Die Teufelsanbeter (-) (1921), rendező: Ertugrul Moussin-Bey (némafilm)
- Durch die Wüste (-) (1936), rendező: Johannes Alexander Hübler-Kahla (az első hangosfilm)
- Die Sklavenkarawane (-) (1958), rendező: Georg Marischka / Ramón Torrado (az első színes film)
- Der Löwe von Babylon (-) (1959), rendező: Johannes Kai (= Hanns Wiedmann) / Ramón Torrado
- Der Schatz im Silbersee (Az Ezüst-tó kincse) (1962), rendező: Dr. Harald Reinl
- Winnetou 1. Teil (Winnetou 1) (1963), rendező: Dr. Harald Reinl
- Old Shatterhand (-) (1964), rendező: Hugo Fregonese
- Der Schut (Banditák királya) (1964), rendező: Robert Siodmak
- Winnetou 2. Teil (Winnetou 2 – Az utolsó renegátok) (1964), rendező: Dr. Harald Reinl
- Unter Geiern (Keselyűk karmaiban) (1964), rendező: Alfred Vohrer
- Der Schatz der Azteken (Az aztékok kincse) (1965), rendező: Robert Siodmak
- Die Pyramide des Sonnengottes (A Napisten piramisa) (1965), rendező: Robert Siodmak
- Der Ölprinz (Az olajherceg) (1965), rendező: Harald Philipp
- Durchs wilde Kurdistan (A vad Kurdisztánon át) (1965), rendező: Franz Joseph Gottlieb
- Winnetou 3. Teil (Winnetou 3. – Winnetou halála) (1965), rendező: Dr. Harald Reinl
- Old Surehand 1. Teil (Old Surehand) (1965), rendező: Alfred Vohrer
- Im Reiche des silbernen Löwen (Az ezüst oroszlánok birodalmában) (1965), rendező: Franz Joseph Gottlieb
- Das Vermächtnis des Inka (Az Inka öröksége) (1965), rendező: Georg Marischka
- Winnetou und das Halbblut Apanatschi (Winnetou és a félvér Apanatschi) (1966), rendező: Harald Philipp
- Winnetou und sein Freund Old Firehand (Winnetou, és barátja Old Firehand) (1966), rendező: Alfred Vohrer
- Winnetou und Shatterhand im Tal der Toten (Winnetou és Old Shatterhand a Holtak Völgyében) (1968), rendező: Dr. Harald Reinl

## Tévésorozatok, filmek
- Mit Karl May im Orient – 1963, 6 epizód
- Kara Ben Nemsi Effendi – 1973/75, 26 epizód
- Mein Freund Winnetou – 1980, 14 epizód
- Das Buschgespenst – 1986, 2 epizód
- Präriejäger in Mexiko – 1988, 2 epizód
- Winnetous Rückkehr – 1998, 2 epizód
- Winnetoons német animációs sorozat – 26 epizód

## Diszkográfia
- "Wilder Westen – Heißer Orient" – Karl-May-Filmmusik 1936 – 1968
- "Winnetou Melodie – Martin Böttcher dirigiert seine großen Karl-May-Erfolge" (1971/1991)